# Tethus Regio
Pour les articles homonymes, voir Tethus.
Tethus Regio est une région homogène située sur Vénus dans un quadrangle inconnu. Elle a été nommée en référence à Tethus, Titanide grecque.